# Tribal King
 (janvier 2022).
Si vous disposez d'ouvrages ou d'articles de référence ou si vous connaissez des sites web de qualité traitant du thème abordé ici, merci de compléter l'article en donnant les références utiles à sa vérifiabilité et en les liant à la section « Notes et références ».
Tribal King est un duo français composé des chanteurs Tribal pour David et King pour Nony, originaires de Mulhouse. Leur musique est un mélange de pop/RnB et de ragga dancehall. Le duo s'est fait connaître en 2006 avec le single Façon Sex qui s'est classé numéro un en France et en Wallonie.
Le 1er mars 2019, le groupe se reforme et sort le single Voilà.

## Composition du groupe
ManyOne, de son vrai nom David Ployer, est né le 2 avril 1979  à Mulhouse (Haut-Rhin) d’origine réunionnaise. Il est passionné d'avion qu’il pilote notamment mais surtout de musique. À sept ans, il entre dans la Chorale des Garçons de Mulhouse, une formation vocale de l'est de la France. Il a travaillé à Air France à Mulhouse puis à Nice et a ensuite intégré la SNCF à Paris Austerlitz, avant de se consacrer totalement au milieu artistique en tant que chanteur, réalisateur et comédien notamment avec son personnage célèbre en Alsace SEPI.
Nony, de son vrai nom Anthony Kruger, est né le 19 juin 1984  à Müllheim (Allemagne) d’origine allemande. Il est fan de football, plus particulièrement de l'Olympique de Marseille, et aussi de musique et de mode.

## Histoire du groupe
Le groupe Tribal King a été créé en août 2005 lors d'une soirée dans un club à Altkirch (Haut-Rhin).
Le premier single de Tribal King est Façon Sex. Leur premier album, Welcome, est sorti le 2 octobre 2006.
Le duo a fait une apparition sur TF1 dans l'émission Star Academy (saison 6) avec le chanteur Francois Hugues du groupe Patabamba, le 29 septembre 2006.
Durant l'été 2008, Tribal King sort le titre Hands Up avec la participation de la chanteuse Shalya et du chanteur Papa London. Ce titre a été diffusé par Fun Radio.
En 2009, le groupe dévoile le single Comme ça, un titre aux sonorités très influencées par les productions de Timbaland.
Nony a fait une apparition dans la série Chante ! sur France 2 dans laquelle il joue son propre rôle. Quant à Jean-Michel Padilla, né le 6 septembre 1960, il joue le rôle de producteur de Tribal King. 
David produit de nombreux artistes notamment Papa London il compose également de nombreux titres musicaux pour divers chanteurs.
Le 1er septembre 2017, Nony a fait une courte apparition dans le prime-time de lancement de la onzième saison de Secret Story sur TF1. Il est éliminé (avec Ylies), par une candidate, Tanya qui devait choisir, sans voir les 3 candidats, avec qui elle devait former un faux couple dans la « Maison des secrets ».
Tribal King se reforme en 2018 pour une série de concerts baptisée Back to Basics et notamment une tournée des Zénith de France en 2019 avec de nombreux artistes stars des années 2000. Un nouveau single intitulé "Voila", sort le 1er mars 2019.

## Discographie

### Albums
| Année | Titre   | Classement | Classement          | Classement | Certification |
| Année | Titre   | France     | Belgique (Wallonie) | Suisse     | Certification |
| ----- | ------- | ---------- | ------------------- | ---------- | ------------- |
| 2006  | Welcome | 18         | —                   | —          | —             |

### Singles
Singles classés dans les hit-parades
| Année | Titre     | Classement | Classement          | Classement | Certification    |
| Année | Titre     | France     | Belgique (Wallonie) | Suisse     | Certification    |
| ----- | --------- | ---------- | ------------------- | ---------- | ---------------- |
| 2006  | Façon Sex | 1          | 1                   | 23         | France : Platine |
| 2006  | Hey Girl  | 15         | 27                  | —          | —                |
| 2007  | Senorita  | —          | —                   | —          | —                |
| 2008  | Hands Up  | 32         | —                   | —          | —                |
| 2009  | Comme ça  | —          | —                   | —          | —                |
| 2019  | Voila     | —          | —                   | —          | —                |

Liste intégrale
- Façon Sex (31 juillet 2006)
- Hey Girl (22 novembre 2006)
- Senorita 2007
- Hands up [Feat Shalya et Papa London] (septembre 2008)
- Comme ça (mai 2009)
- Voila (mars 2019)